# Rising Tide Capital
Rising Tide Capital — американская некоммерческая организация, специализирующаяся на инвестициях социального воздействия (основной целью является долгосрочное снижение уровня бедности и экономическое оживление депрессивных районов). Rising Tide Capital поддерживает начинающих предпринимателей и проекты в региональных сообществах с низкими доходами, предоставляя им финансирование, образовательные программы и методики по управлению бизнесом, а также профессионалов-наставников, которые помогают начать и развить бизнес. Для обеспечения новых возможностей в сфере поддержки бизнеса Rising Tide Capital тесно сотрудничает с другими подобными организациями. Штаб-квартира Rising Tide Capital расположена в Джерси-Сити (штат Нью-Джерси). 

## История
Rising Tide Capital была основана в 2004 году супругами Альфой Демеллаш и Алексом Форрстером, которые встретились в Гарвардском университете (Демеллаш родилась в Эфиопии и вышла замуж за своего одногруппника по университету). Rising Tide Capital стал привлекать финансирование от правительственных структур, корпоративного сектора и частных филантропов, а затем инвестировать деньги в проекты начинающих предпринимателей, малый бизнес которых менял «лицо» депрессивных районов американских городов и пригородов.
Позже Rising Tide Capital основал интенсивные учебные семинары Community Business Academy, на которых обучал основам бизнеса цветное население, иммигрантов, беженцев, бедных женщин и бывших заключённых (вступительные взносы за обучение зависят от дохода студента и значительно меньше реальной стоимости). Наиболее способные студенты получали микрокредиты, выданные партнёрами Rising Tide Capital под гарантии организации. В 2009 году деятельность Rising Tide Capital и Альфы Демеллаш были отмечены в программе CNN Hero и президентом Бараком Обамой.
По состоянию на 2012 год Rising Tide Capital поддержал свыше 250 предпринимателей (продовольственные кооперативы, косметические компании и небольшие магазины). Их средний доход увеличился на 80 %, а средний доход семьи — на 50 % в течение одного года после получения услуг от Rising Tide Capital.